# Catriona (prénom)
Pour les articles homonymes, voir Catriona.
Cette page présente le prénom Catriona ainsi que ses variantes.
Catriona est un prénom féminin anglais. Ce prénom est une anglicisation du prénom irlandais de Caitríona ou du gaélique écossais et Catrìona. Ce prénom représente aussi un dérivé de Katherine.

## Prénom
- Catriona Bass (née en 1961), historienne et professeure anglaise
- Catriona Bisset (née en 1994), athlète australienne en 800 mètres
- Catriona Cuddihy (en) (née en 1986), athlète irlandaise en 4 x 400 mètres
- Catriona Fallon (en) (née en 1970), rameuse olympique et femme d'affaires américaine
- Catriona Forrest (en) (née en 1984), joueuse écossaise de hockey sur gazon
- Catriona Grant (en) (née en 1969), homme politique écossais
- Catriona Gray (née en 1994), mannequin australo-philippine
- Catriona Kelly (née en 1959), professeure britannique de culture russe
- Catriona Le May Doan (née en 1970), patineuse de vitesse canadienne
- Catriona MacColl (née en 1954), actrice britannique
- Catriona MacDonald (en), musicienne et violoniste écossaise
- Catriona MacInnes (en), réalisatrice de film écossaise
- Catriona Matthew (née en 1969), golfeuse professionnelle écossaise
- Catriona McPherson (née en 1965), auteure britannique de romans policiers
- Catriona Millar (en) (née en 1956), peintre figurative écossaise
- Catriona Morison (en) (née en 1986), mezzo-soprano écossaise
- Catriona Morrison (née en 1977), triathlète écossaise
- Catriona Power (en), joueuse irlandaise de camogie
- Catriona Rowntree (en) (née en 1971), présentatrice de télévision australienne
- Catriona Sens (en) (née en 1980), rameuse olympique australienne
- Catriona Seth (née en 1964), professeur française de littérature
- Catriona Shearer (en), journaliste et productrice écossaise
- Catriona Smith (née en 1963), soprano écossaise
- Catriona Sparks (en) (née en 1965), écrivaine australienne de science-fiction